# Peddiea puberula
Peddiea puberula är en tibastväxtart som beskrevs av Domke. Peddiea puberula ingår i släktet Peddiea och familjen tibastväxter. Inga underarter finns listade i Catalogue of Life.